# Pepperdine University Women's Volleyball
La Pepperdine University Women's Volleyball è la squadra di pallavolo femminile appartenente alla Pepperdine University, con sede a Malibù (California): milita nella West Coast Conference della NCAA Division I.

## Record
| Piazzamento          |    | Edizione |
| -------------------- | -- | --- |
| Tornei NCAA          | 27 | Elite Eight: 2 2002, 2011                                                                                            |
| Tornei NCAA          | 27 | Sweet Sixteen: 5 1998, 1999, 2001, 2003, 2005                                                                        |
| Tornei NCAA          | 27 | Secondo turno: 3 2000, 2018, 2020                                                                                    |
| Tornei NCAA          | 27 | Primo turno: 17 1981, 1982, 1984, 1986, 1987, 1988, 1989, 1990, 1991, 1997, 2006, 2007, 2008, 2012, 2021, 2022, 2023 |
| Titoli di conference | 12 | West Coast Conference: 12 1985, 1987, 1988, 1989, 1990, 1991, 1999, 2001, 2002, 2003, 2011, 2023                     |

## Conference
- West Coast Conference[1]: 1985-

## All-America

### First Team
- Katherine Wilkins (2003)
- Kimberly Hill (2011)

### Second Team
- Jamie Hill (1999)
- Katherine Wilkins (2001, 2002)

### Third Team
- Julie Rubenstein (2008)
- Kellie Woolever (2012)

## Allenatori
- Patti Bright: 1975-1978
- Gary Sato: 1979-1982
- Nina Matthies: 1983-2013
- Troy Tanner: 2014
- Scott Wong: 2015-